# 경상북도영양교육지원청
경상북도영양교육지원청(慶尙北道英陽敎育支援廳, Yeongyang Office of Education)은 경상북도 영양군을 관할하는 경상북도교육청 산하의 교육지원청이다.
교육장은 장학관으로 보한다.

## 산하 기관

### 초등학교
| - 석보초등학교 - 수비초등학교 - 영양중앙초등학교 - 영양초등학교 | - 일월초등학교 - 청기분교 - 청북분교 - 입암초등학교 |

### 중학교
| - 석보중학교 - 수비중학교 - 영양여자중학교 - 영양중학교 - 입암중학교 |